# 弗雷维尔 (芒什省)
弗雷维尔（法語：Fresville，法語發音：[fʁɛvil]）是法国芒什省的一个市镇，属于瑟堡区。

## 地理
弗雷维尔（49°26'23"N, 1°21'22"W）面积13.94 平方千米，位于法国诺曼底大区芒什省，该省份为法国西北部沿海省份，西、北、东北三面环大西洋，东起顺时针与卡爾瓦多斯省、奧恩省、马耶讷省和伊勒-维莱讷省接壤。
与弗雷维尔接壤的市镇（或旧市镇、城区）包括：埃蒙德维尔、阿泽维尔、埃科斯维尔、勒阿姆、讷维尔欧普兰、圣梅尔埃格利斯、皮科维尔。

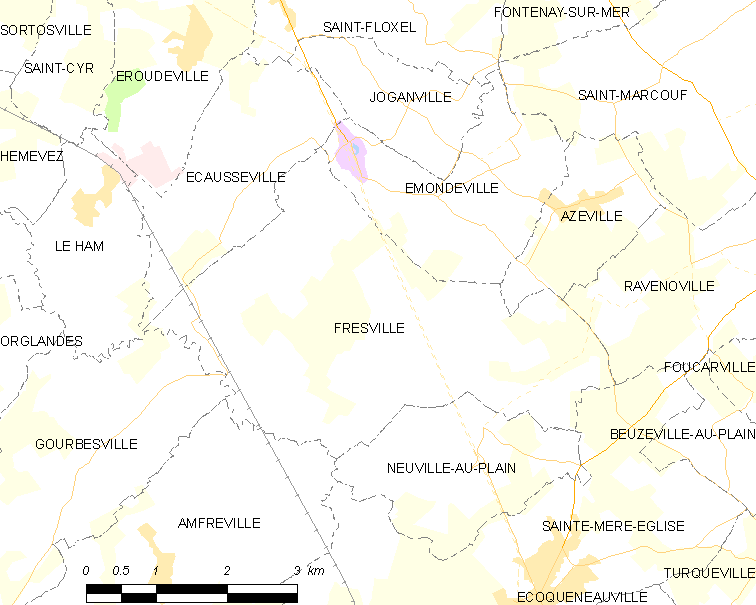
的OSM定位图

弗雷维尔的时区为UTC+01:00、UTC+02:00（夏令时）。

## 行政
弗雷维尔的邮政编码为50310，INSEE市镇编码为50194。

## 政治
弗雷维尔所属的省级选区为瓦洛涅县。

## 人口

1962-2008年间人口变化图示

弗雷维尔于2022年1月1日时的人口数量为377人。